# Стеван Гајевић
Стеван Гајевић (Пљевља, 11. фебруар 1974) је економиста, писац и политичар из Црне Горе.
Гајевићи воде порекло од српске средњовековне породице Бујак, која се истакла у служби Херцега Стефана, а помињу се и у Дечанској хрисовуљи.

## Образовање
Гајевић је завршио Гимназију у Пљевљима као један од најбољих ученика. Дипломирао је на Економском факултету у Подгорици, а магистрирао 2007. године на тему „Трансформација предузећа“. Средњи степен МБА завршио је на Бледу у Словенији 2012. године. 
Његове уже специјалности су: пореска политика, политичка економија, економска историја и спречавање прања новца (AML).

## Каријера
Започео је рад у Управи полиције као инспектор за финансијски криминалитет, а кратко је био и официр Војске Југославије. Радио је као директор у аустријској Hypo Alpe Adria банци (2009–2014). 
У 43. Влади Црне Горе обављао је функцију државног секретара у Министарству пољопривреде, шумарства и водопривреде.
Гајевић је такође финансијски консултант и судски вештак у области финансија, са више од 15 година искуства.

## Публикације и јавни наступи
Гајевић промовише класичну економију, засновану на рационалном одлучивању и заштити својинских права. Политички заступа конзервативне вредности. 
Објавио је бројне чланке из области макроекономије, геополитике и буџетске политике.